# Provincia del Cabo Septentrional
La provincia del Cabo Septentrional (afrikáans: Noord-Kaap, inglés: Northern Cape Province) es una gran y escasamente poblada provincia de Sudáfrica, creada en 1994 cuando la provincia del Cabo se dividió en tres.

## Geografía
Su territorio ocupa una superficie de 361 830 km², cuya extensión puede ser comparada con la de Alemania.
La provincia se subdivide en 5 distritos con 27 municipios, entre los que destaca la capital, Kimberley (la capital de los diamantes), la única ciudad de la provincia que supera los 100 000 habitantes.
Incluye el Parque transfronterizo de Kgalagadi (lien Kalahari Gemsbok National Park) que forma parte de un parque transfronterizo con Botsuana. También incluye las cataratas Augrabies y las regiones mineras de diamantes en Kimberley y Alexander Bay. Las ciudades de De Aar y Colesberg (en el sur) son parte del Gran Karoo, y son los principales nodos de transporte entre Johannesburgo, Ciudad del Cabo y Puerto Elizabeth. El río Orange fluye a través de la provincia y forma las fronteras con la provincia del Estado Libre (en el sudeste del territorio) y con Namibia (al noroeste). También se utiliza para regar los numerosos viñedos cerca de Upington.

## Demografía
La población en 2007 superaba el millón de habitantes, repartiéndose entre un 51,6% de coloureds (mestizos), un 35,7% negros, un 12,4% blancos y un 0,3% asiáticos. La provincia del Cabo Norte es una de las dos únicas provincias donde la población negra no es mayoritaria.

### Idiomas
Las lenguas principales son el afrikáans 68% y el tsuana 20.8%, lo que convierte a la provincia Cabo del Norte en la que posee el mayor porcentaje de hablantes nativos de afrikáans.

## Distritos Municipales

### Distrito Frances Baard
- Sol Plaatje (Frances Baard)
  - Kimberley (Sudáfrica)
- Dikgatlong
- Magareng
- Phokwane

### Distrito John Taolo Gaetsewe
- Moshaweng
- Ga-Segonyana
- Gamagara
  - Kathu

### Distrito Namakwa
- Richtersveld (Namakwa)
  - Alexander Bay (Sudáfrica)
- Nama Khoi
  - Vioolsdrif
  - Springbok (Sudáfrica)
- Kamiesberg
- Hantam
- Karoo Hoogland
- Khâi-Ma

### Distrito Pixley ka Seme
- Ubuntu (Pixley ka Seme)
- Umsobomvu
- Emthanjeni
  - De Aar
- Kareeberg
- Orania (Sudáfrica)
- Renosterberg
- Thembelihle
- Siyathemba
- Siyancuma

### Distrito ZF Mgcawu
- Kai !Garib
  - Augrabies
- Dawid Kruiper
  - Upington
- !Kheis
- Tsantsabane
- Kgatelopele